# Borghi di Monte Compatri
I borghi di Monte Compatri sono delle suddivisioni geografiche tradizionali del comune di Monte Compatri, in provincia di Roma, nell'area dei Castelli Romani. I borghi sono in numero di cinque, e comprendono sia zone del centro storico che località rurali del territorio comunale. Ogni anno, le squadre dei borghi si sfidano in un palio. L'idea di suddividere il paese in 4 Borghi, venne una sera al fresco di un bar a 3 cittadini monticiani: Stefano Carli, all'epoca presidente del Photoclub Controluce, di Felice Vincenzo Dominicis e Massimiliano Baglioni.
In poco meno di un mese i tre avevano creato gli stemmi araldici, avevano delimitato i confini dei Borghi ed attribuito loro le date delle feste.

## Borgo le Prata
Borgo le Prata è delimitato verso NE dalla Strada statale 216 Maremmana III e comprende la parte destra di viale Cavour e il centralissimo piazzale Busnago, al centro della quale è situata la fontana dell'Angelo, che è il simbolo di questo borgo. Sullo stemma viene rappresentato l'angelo minatore che si trova appunto sulla fontana. I colori del borgo sono una bandiera a scacchi di colore bianco e verde.

## Borgo San Michele
Borgo San Michele comprende la Chiesa di San Michele Arcangelo in Piazza del Mercato e tutte le zone circostanti, compreso il fianco sinistro di viale Cavour, il tratto iniziale di via Placido Martini e il tratto finale di via Carlo Felici. Sullo stemma del borgo è rappresentato l'arcangelo Michele. I suoi colori sono una bandiera a due colori blu e rossa.

## Borgo Ghetto
Borgo Ghetto comprende tutta l'area situata attorno alla Parrocchiale di Santa Maria Assunta e tutte le abitazioni del Ghetto, ovvero del centro storico propriamente detto. Sullo stemma viene rappresentata l'antica torre del paese (divenuta ai primi del '900 Torre Campanaria, in seguito al crollo di quella della Chiesa). I colori del borgo sono una bandiera a due colori giallo e blu.

## Borgo Missori
Borgo Missori comprende tutta l'espansione moderna dell'abitato in direzione di Monte Porzio Catone, al di là della Strada Statale 216 Maremmana III, e il Convento di San Silvestro. Sullo stemma del Borgo è rappresentato un albero di castagno. I colori del borgo sono una bandiera a strisce verticali di colore porpora e nero.

## Borgo Pantano
Borgo Pantano non si trova nel centro storico ma include la popolosa località di Pantano Borghese, lungo la via Casilina. Sul suo stemma viene rappresentata una spiga di grano. I colori del borgo sono una bandiera a strisce di colore giallo, nero e blu.